# Artesanal
Artesanal war ein brasilianischer Hersteller von Automobilen.

## Unternehmensgeschichte
Das Unternehmen aus São Caetano do Sul stellte in der zweiten Hälfte der 1980er Jahre Automobile und Kit Cars her. Der Markenname lautete Artesanal.

## Fahrzeuge
Ein Modell war ein VW-Buggy. Auf ein Fahrgestell von Volkswagen do Brasil wurde eine offene Karosserie aus Fiberglas montiert. Ein luftgekühlter Vierzylinder-Boxermotor mit 1600 cm³ Hubraum im Heck trieb die Fahrzeuge an. Modellpflege führte zum Modellnamen Rebeld und zu einer Überrollvorrichtung.
Außerdem gab es einen Baja Bug und den Ferrage mit Aufbau aus Rohren als Autocrossfahrzeug.